# Hadda Brooks

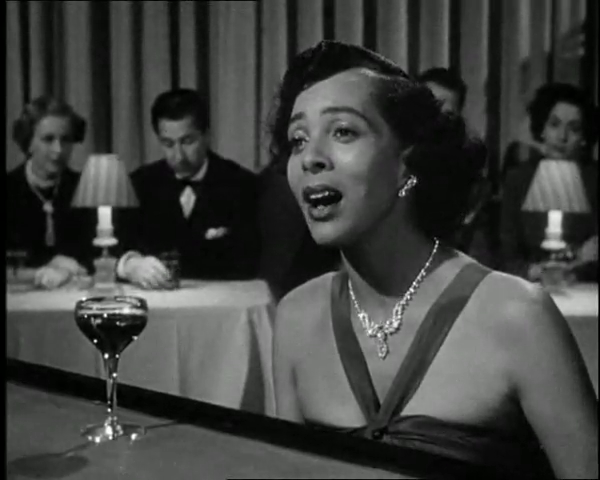
Hadda Brooks (1950)

Hadda Brooks (* 29. Oktober 1916 in Los Angeles als Hattie L. Hapgood; † 21. November 2002 ebenda) war eine US-amerikanische Rhythm-and-Blues- und Jazz-Pianistin, Sängerin und Komponistin.

## Leben und Wirken
Hadda Brooks, die Queen Of The Boogie genannt wurde, nahm in ihrer sechzig Jahre währenden Karriere Blues, Boogie Woogie, Jazz, Torch Songs und R&B auf.
Sie wuchs in Boyle Heights im Großraum Los Angeles auf; ihre Mutter war Ärztin, ihr Vater Deputy Sheriff. Großen Einfluss auf ihre musikalische Entwicklung hatte ihr Großvater Samuel Alexander Hopgood (1857–1944), der sie in die Welt des Theaters und der Oper einführte. Später hatte sie Unterricht in klassischer Musik bei dem italienischen Klavierlehrer Florence Bruni, mit dem sie 20 Jahre arbeitete. Nach ihrem Studium an der University of Chicago kehrte sie nach Los Angeles zurück und lernte den Vaudeville-Entertainer und Sänger Bert Williams kennen.
Anfang der 1940er-Jahre begann die mit einem Doktortitel in Musik ausgestattete Brooks ihre professionelle Karriere als Pianistin, als sie Arbeit in einem Stepptanz-Studio fand, das dem Choreographen und Tänzer Willie Covan gehörte. Dabei arbeitete sie mit Filmstars wie Fred Astaire, Gene Kelly und Shirley Temple. In dieser Zeit war Brooks kurzzeitig mit Earl „Shug“ Morrison verheiratet, der den Harlem Globetrotters angehörte und bereits nach einem Jahr starb.
1945 wurde sie von Jules Bihari gebeten, innerhalb einer Woche einen Boogie zu schreiben. „Wenn Du einen Boogie hinkriegst, ist mein Label im Geschäft, ansonsten verliere ich 800 Dollar.“ Im September 1945 erschien ihre erste 78er, ihre Eigenkomposition „Swingin' the Boogie“; die Pianistin, die als Queen of the Boogie beworben wurde, orientierte sich stilistisch bei ihrem Material aus Balladen und Boogie-Woogie an Künstlern wie Albert Ammons, Pete Johnson und Meade Lux Lewis. „Swingin' the Boogie“, das sie Jules Biharis R&B-Label Modern Records eingespielt hatte, wurde ein regionaler Hit; ihr wohl bekanntester Song wurde schließlich „Out of the Blue“ der in die R&B-Top-Ten gelangte. Jules Bihari gab ihr den Künstlernamen Hadda Brooks.
Benny Goodman empfahl die Pianistin an einen befreundeten Regisseur, der sie in dem Film Out of the Blue (1947) unterbrachte. Ermutigt von Charlie Barnet, nahm Brooks 1947 als Sängerin „You Won't Let Me Go“ auf; es war ihre erste Gesangsnummer auf Schallplatte. Mit dem Instrumentalstück That's My Desire verschaffte sie dem Modern-Label mit einem vierten Rang eine der höchsten Platzierungen in der Rhythm & Blues-Hitparade im Mai 1947. Einen weiteren Hit hatte sie 1948 mit dem „Boogie Woogie Blues“. Als Begleitpianistin war sie um 1950 auch bei Aufnahmen von Smokey Hogg („The Way You Treat Me“) zu hören.
Gewöhnlich spielte Brooks in ihren Filmauftritten eine Lounge-Pianistin, beispielsweise in Ein einsamer Ort (1950) neben Humphrey Bogart und in Stadt der Illusionen (1952) mit Lana Turner und Kirk Douglas. Brooks war die erste Afroamerikanerin, die 1957 eine eigene Fernsehshow bekam, The Hadda Brooks Show, eine Mischung aus Gesprächen und einer musikalischen Unterhaltungsshow, die in Los Angeles von KCOP-TV ausgestrahlt wurde. Erkennungsmelodie ihrer Show war der Song „That's My Desire“; Brooks trat in insgesamt 26 halbstündigen Folgen der Show auf.
In den 1970er Jahren kam sie für Nachtclub- und Festivalauftritte nach Europa, in dieser Zeit trat sie nur noch selten in den USA auf. Erst Ende der 90er Jahre spielte sie wieder regelmäßig in Nachtclubs von Los Angeles, San Francisco und New York City.
1993 wurde Brooks mit dem Prestigious Pioneer Award der Rhythm and Blues Foundation von Bonnie Raitt bei einer Feier im Hollywood Palace geehrt. 1995 hatte sie im Jack-Nicholson-Film Crossing Guard – Es geschah auf offener Straße von Sean Penn einen Auftritt mit dem Song „Anytime, Anyplace, Anywhere“. Einen weiteren Filmauftritt hatte sie drei Jahre später in The Thirteenth Floor (1999). Zuletzt war sie in John John in the Sky (2000) zu sehen.
Auf ihrem 1996 entstandenen Album Time Was When wurde sie von dem Gitarristen Al Viola, Eugene Wright (Bass) und Richard Dodd (Cello) begleitet; für das Album komponierte sie drei Songs „You Go Your Way“, „I'll Go Crazy“ und „Mama's Blues“. In ihren letzten Jahren trat sie in Nachtclubs wie Johnny Depps Viper Room, im New Yorker Algonquin Room und in Hollywoods Goldfinger's und Cinegrill auf. Ihr achtzigster Geburtstag wurde in Depps Viper Room mit Gästen wie Uma Thurman und Jack Nicholson gefeiert.
Im Jahr 2000 wurde Brooks von den Los Angeles Music Awards mit dem „Lifetime Achievement Award“ geehrt.
Sie starb im November 2002 im Alter von 86 Jahren im White Memorial Medical Center in Los Angeles an den Folgen einer Herzoperation.
2007 erschien ein 72-minütiger Dokumentarfilm, Queen of the Boogie, unter der Regie von Austin Young und Barry Pett, der auf dem Los Angeles Silver Lake Film Festival vorgestellt wurde.
Zu ihren bekanntesten Songs zählten: „Swingin' the Boogie“, „That's My Desire“, „Romance in the Dark“, „Don't Take Your Love From Me“ und „Say It with a Kiss“.

## Diskographische Hinweise
- Romance in the Dark (Ace, 2002)
- I've Got News for You (Virgin, 1999)
- Time Was When (Virgin, 1996)
- I've Got News for You (Virgin, 1999)
- Anytime, Anyplace, Anywhere (DRG, 1994)
- Sings & Swings (Crown, 1963)
- Boogie (Crown, 1958)
- Femme Fatale (Modern, 1956)

## Hits
Aufgelistet werden alle Titel, die in den US-Charts notiert waren. Erscheinungsjahr, Titel, Katalognummer, höchste Platzierung.
- 1947 That's My Desire – Modern 147 – R&B-Charts # 4
- 1948 Out Of The Blue – Modern 600 – R&B-Charts # 9
- 1948 What Have I Done? – Modern 602 – R&B-Charts # 3